# Anadón
Anadón település Spanyolországban, Teruel tartományban. Anadón Allueva, Huesa del Común, Maicas, Segura de los Baños és Salcedillo községekkel határos. Lakosainak száma 34 fő (2024).

## Népesség
A település lakosságának változását az alábbi diagram mutatja:
| Lakosok száma | 19   | 19   | 21   | 20   | 27   | 24   | 27   | 28   | 33   | 34   |
|               | 2001 | 2004 | 2007 | 2009 | 2012 | 2014 | 2017 | 2019 | 2022 | 2024 |